# Hárshegy
Hárshegy Budapest egyik városrésze a II. kerületben. Itt található a Gyermekvasút Hárshegy állomása. Ahogy neve is utal rá, területe szinte egészét a Nagy-Hárs-hegy és a Kis-Hárs-hegy teszi ki.

## Fekvése
Határai: Nagykovácsi út a Feketefej utcától – Hűvösvölgyi út – az Országos Pszichiátriai és Neurológiai Intézet kerítése - Mária út - Hárshegyi úttól – Szép Juhászné út – turistaút a Petneházyrét északi oldalán -  Budapest határa  - Feketefej utca a Nagykovácsi útig.

## Története
1847-ben Döbrentei Gábor dűlőszentelője során az addigi Lindenberg Bátorhegy nevet kapott, azonban a Lindenberg magyar tükörfordítása, a Hárshegy elnevezés terjedt el.